# Dysfemizm
Dysfemizm (z gr. dysphēmismós, od dys „źle” i phemi „mówić”) – przeciwieństwo eufemizmu, zastąpienie przyzwoitego, oględnego, obojętnego słowa (wyrażenia) drażliwym, dosadnym, nieprzyzwoitym.